# Edmund Schramm
Edmund Schramm (* 17. Mai 1902 in Würzburg; † 28. Mai 1975 in Mainz) war ein deutscher Romanist und Hispanist.

## Leben und Werk
Schramm promovierte 1928 an der Universität Würzburg bei Arthur Franz mit Corneilles "Héraclius" und Calderóns "En esta vida todo es verdad y todo mentira". Ein Beitrag zur Geschichte der literarischen Beziehungen zwischen Frankreich und Spanien im 17. Jahrhundert und habilitierte sich 1932 an der Universität Greifswald bei Hellmuth Petriconi über Donoso Cortés. Leben und Werk eines spanischen Antiliberalen. Er war Mitglied der SA von 1934 bis 1937 und trat am 1. Mai 1937 der NSDAP bei (Mitgliedsnummer 4.108.478). 1938 wurde er in Greifswald außerplanmäßiger Professor. 1946 wurde er an die neu gegründete Universität Mainz berufen. Dort war er zuerst Kollege von Eugen Lerch, später von Wilhelm Theodor Elwert. Zu seinen Schülern gehörten Hans Helmut Christmann, Erwin Koppen, Heinz Kröll und Manfred Tietz. Zwischen 1947 und 1955 beförderte er den Aufbau der Staatlichen Dolmetscherhochschule Germersheim.

## Weitere Werke
- Frankreichs Einmischung im Spanischen Bürgerkrieg, Deutsche Informationsstelle, Berlin 1940[5]
  - Thema in: Henrik Eberle, "Ein wertvolles Instrument". Die Universität Greifswald im Nationalsozialismus. Böhlau, Köln 2015, ISBN 3-412-22397-2 S. 549ff.: Kriegseinsatz der Geisteswissenschaften: Propaganda gegen die Westmächte, mit Referat der Schrift

## Notizen
1. ↑  Revue Hispanique 71, 1927, S. 223–308
2. ↑  Hamburg 1935, span. Madrid 1936
3. ↑  Biographischer Eintrag bei der Universitätsbibliothek Mainz
4. ↑  heute Fachbereich 6 "Translations-, Sprach- und Kulturwissenschaft", FTSK, der Universität Mainz
5. ↑  eine Schrift im Sinn des NS. Der Verlag war eine Propaganda-Stelle für Auswärtiges Amt unter Ribbentrop
6. ↑  S. 491f. zum Verhältnis Schramms zu Elwert

| Personendaten    | Personendaten                    |
| ---------------- | -------------------------------- |
| NAME             | Schramm, Edmund                  |
| KURZBESCHREIBUNG | deutscher Romanist und Hispanist |
| GEBURTSDATUM     | 17. Mai 1902                     |
| GEBURTSORT       | Würzburg                         |
| STERBEDATUM      | 28. Mai 1975                     |
| STERBEORT        | Mainz                            |